# کیسه‌خرس‌ها
سرده کیسه‌خرس‌ها یا خرس‌های کیسه‌دار (به انگلیسی: Phascolarctos) شامل ۳ گونه است که فقط یکی از آن (کوآلا) هنوز زنده‌است. بزرگ‌ترین گونه آن کوآلای غول است که از دوره پلیستوسن زندگی می‌کرده‌است و فسیل‌های آن در دریاچه ایردر استرالیای جنوبی یافت شده‌است از گونه دیگر P. mairs اطلاعات زیادی در دست نیست.

## گونه‌ها
- کوآلا[۱]
- †P. maris[۱]
- †کوآلای بزرگ[۱]
- †P. yorkensis